# شهرستان اودا، نارا

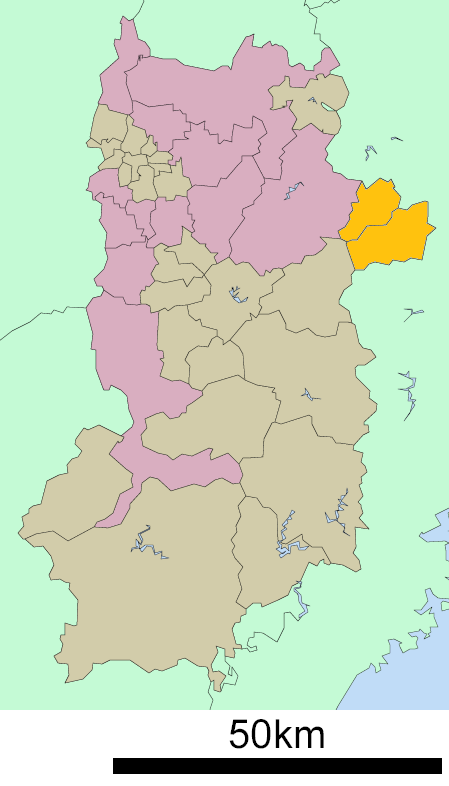

شهرستان اودا، نارا (انگلیسی: Uda District, Nara) یکی از شهرستان‌های ژاپن است که در استان شیگا در ژاپن واقع شده‌است.